# Antonio Potenza
Antonio Potenza (Potenza, 22 marzo 1935) è un politico italiano.

## Biografia
Alle elezioni politiche del 2001 è eletto deputato con la lista "Paese nuovo" collegata a “La Margherita”. È stato membro, dal 2001 al 2006, della VIII Commissione agricoltura.